# Peter Krick
Peter Krick, né le 31 janvier 1944 à Butzbach (Hesse), est un patineur artistique allemand, triple champion ouest-allemand entre 1966 et 1968.

## Biographie

### Carrière sportive
Peter Krick est triple champion d'Allemagne de l'Ouest en 1966, 1967 et 1968.
Il représente son pays à cinq championnats européens (1961 à Berlin-Ouest, 1965 à Moscou, 1966 à Bratislava, 1967 à Ljubljana et 1968 à Västerås), trois mondiaux (1965 à Colorado Springs, 1967 à Vienne et 1968 à Genève) et aux Jeux olympiques d'hiver de 1968 à Grenoble.
Il arrête sa carrière sportive après les mondiaux de 1968.

### Reconversion
Peu de temps après la fin de sa carrière sportive, il apparaît comme organisateur d'événements de patinage artistique (secrétaire général du comité d'organisation du patinage artistique de Munich (OKEM) de 1974 à 2001).
Jusqu'en 1999, il était directeur sportif de l'Union allemande de patinage (DEU).
Depuis 2016, Peter Krick est le directeur sportif de l'Union internationale de patinage pour le patinage artistique.

### Famille
Peter Krick est marié à la juge de patinage artistique Sissy Krick.

## Palmarès
| Compétitions principales            | 1961 | 1962 | 1963 | 1964 | 1965 | 1966 | 1967 | 1968 |  |  |  |  |  |  |  |
| Jeux olympiques d'hiver             |      |      |      |      |      |      |      | 12e  |  |  |  |  |  |  |  |
| Championnats du monde               |      |      |      |      | 9e   |      | 8e   | 8e   |  |  |  |  |  |  |  |
| Championnats d’Europe               | 11e  |      |      |      | 7e   | 9e   | 8e   | 6e   |  |  |  |  |  |  |  |
| Championnats d'Allemagne de l'Ouest |      | 3e   |      |      | 2e   | 1er  | 1er  | 1er  |  |  |  |  |  |  |  |
|                                     |      |      |      |      |      |      |      |      |  |  |  |  |  |  |  |